# Pacem, Dei munus pulcherrimum
Pacem, Dei munus pulcherrimum, en español La paz, bellísimo don de Dios, es la 7.ª encíclica de Benedicto XV, fechada en la solemnidad de Pentecostés, el 23 de mayo de 1920. En un momento en que comienza a brillar la paz después de los cuatro duros años de la guerra, el papa comprueba que se mantienen las semillas del odio, y pide que esa paz se apoye en criterios cristianos.

## Contexto histórico
La Primera Guerra Mundial se inició el 28 de julio de 1914, apenas habían pasado dos meses cuando, tras la muerte de Pío X, el 3 de septiembre de ese mismo año fue elegido papa Benedicto XV; pudo influir en su elección su experiencia diplomática, pues toda la Iglesia veía con dolor la guerra que se había iniciado.
Fueron numerosos e intensos, los intentos de Benedicto XV para conseguir el cese de las hostilidades; se refirió a este objetivo en su primera encíclica, Ad beatissimi apostolorum, fechada en la fiesta de Todos los Santos de 1914, y a ellas siguieron continuas gestiones realizadas a través de diplomáticos vaticanos, apoyándose en los políticos más favorables hacia la paz.
Desde el primer momento el papa declaró la neutralidad que seguiría la Iglesia, sin que eso le impidiera la defensa de los oprimidos y su condena de las deportaciones de civiles. Intentó siempre eludir la extensión del conflicto, y por ello trató de evitar la entrada de Italia en la guerra; pero a estos deseos del papa, el gobierno italiano respondió haciendo incluir a Italia en el tratado de Londres (26 de abril de 1915), por el que se unían a Francia y Gran Bretaña, la obligación de rechazar cualquier intervención pacificadora del papa.
Con la entrada de Estados Unidos en la guerra (5 de abril de 1917) y la deposición de los zares por la revolución rusa el conflicto bélico parecía haber entrado en un impasse, y el papa aprovechó ese momento para formular una propuesta de paz, expuesta en una Nota fechada el 1 de agosto de 1917, en ella se contemplaba:

1. Desarme y arbitraje obligatorio para resolver las disputas entre las naciones; sanciones para quienes no lo aceptase.
2. Libertad garantizada de los mares.
3. Condonación recíproca de los daños y gastos de la guerra.
4. Restitución de los territorios ocupados
5. Regulación de las cuestiones territoriales en armonía con las aspiraciones de los pueblos..
6. Examen particular de las cuestiones territoriales de Polonia, los Balcanes y Armenia.

Gonzalo Redondo 1979, p. 158.

El plan fue rechazado por los aliados, que incluso acusaron al papa de tratar de salvar a los Imperios Centrales; en enero de 2018, el presidente de los Estados Unidos, W. Wilson, hacía público su plan de paz, que con sus 14 puntos, era en realidad una imposición de los vencedores.
Las negociaciones de paz se abrieron en Versalles, un año después, el tratado de Versalles con que concluyó fue firmado el 28 de junio de 1919; tras su aceptación por la Asamblea de Weimar, capital de la nueva República Alemana; siguieron otros acuerdos con las restantes naciones derrotadas: Austria (19 de septiembre de 1919), Bulgaria (27 de noviembre de 1919), Hungría (2 de junio de 1920) y Turquía (10 de agosto de 1920). Es en este contexto en el que Benedicto XV publica esta encíclica.

## Contenido de la encíclica.[2]
Comienza la encíclica expresando la importancia de la paz.

Pacem, Dei munus pulcherrimum, «quo, ut Augustinus ait, etiam in rebus terrenis atque mortalibus nihil gratius soleat audiri, nihil desiderabilius concupisci, nihil postremo possit melius inveniri»; pacem quadriennio amplius tantis et bonorum votis et piorum precibus et matrum lacrimis imploratam, tandem coepisse affulgere populis Nos equidem ante omnes gaudemus vehementerque laetamur.
La paz, este hermoso don de Dios, que, como dice San Agustín, «es el más consolador, el más deseable y el más excelente de todos», esa paz que ha sido durante más de cuatro años el deseo de los buenos y el objeto de la oración de los fieles y de las lágrimas de las madres, ha empezado a brillar al fin sobre los pueblos. Nos somos los primeros en alegrarnos de ello. Pero esta paterna alegría se ve turbada por muchos motivos muy dolorosos.
Comienzo de la encíclica Pacem, Dei munus pulcherrimum

Pero el papa expone enseguida los motivos que enturbian esa alegría, comprobar que se mantienen las semillas del odio; la necesidad de que la paz se apoye en una reconciliación basada en la mutua caridad, el tema que desarrolla la encíclica.
Desde el inicio de su pontificado, el papa ha procurado por todos los medios a su alcance que los pueblos de la tierra recuperen los lazos de unas cordiales relaciones; y ha rogado insistentemente para que, con la gracia de Dios, la humanidad accediese a una paz justa. También ha procurado, con afecto de padre, llevar un poco de alivio a los pueblos en medio del dolor que sufrían.
La experiencia de esta guerra muestra los daños que sobrevendrían si no desparecen el odio y la amistad en las relaciones internacionales, y no solo por los perjuicios para el progreso de la civilización.

Lo peor de todo sería la gravísima herida que recibiría la esencia y la vida del cristianismo, cuya fuerza reside por completo en la caridad, como lo indica hecho de que la predicación de la ley cristiana recibe el nombre de «Evangelio de la paz»
Dei munus pulcherrimum p3#3

El papa recuerda cómo la enseñanza más insistente del Señor a sus discípulos fue siempre la de la caridad que debe reinar en las relaciones entre las personas. Ejemplo de ello dio la primitiva cristiandad, pues, a pesar de las diversas e incluso contrarias nacionalidades a que pertenecían, vivían en concordia, evitando cualquier motivo de discusión. Esa es la actitud con la que deben perdonar la injurias.

Nos, por tanto, que debemos ser los primeros en imitar la misericordia y la benignidad de Jesucristo, cuya representación, sin mérito alguno, tenemos, perdonamos de todo corazón, siguiendo el ejemplo del Redentor, a todos y a cada uno de nuestros enemigos que, de una manera consciente o inconsciente, han ofendido u ofenden nuestra persona o nuestra acción con toda clase de injurias: a todos ellos los abrazamos con suma benevolencia y amor, sin dejar ocasión alguna para hacerles el bien que esté a nuestro alcance. Es necesario que los cristianos dignos de este nombre observen la misma norma de conducta con todos aquellos que durante la guerra les ofendieron de cualquier manera.
Encíclica Pacem, Dei munus pulcherrimum §6.

Pero el perdón no supone eliminar la legítimas reivindicaciones de la justicia, y el papa aprovecha el mensaje de la encíclica para 

«Nos renovamos las protestas que nuestros predecesores formularon repetidas veces, movidos no por humanos intereses, sino por la santidad del deber; y las renovamos por las mismas causas, para defender los derechos y la dignidad de la Sede Apostólica», y de nuevo pedimos con la mayor insistencia que, pues ha sido firmada la paz entre las naciones, «cese para la cabeza de la Iglesia esta situación anormal, que daña gravemente, por más de una razón, a la misma tranquilidad de los pueblos»
Encíclclica Pacem, Dei munus pulcherrimum §12.

En la última parte de la encíclica el papa mostraba el papel que la Iglesia podía desempeñar en la obra de la paz entre los pueblos, y sugería una participación efectiva de la Santa Sede en la sociedad de los pueblos especialmente oportuna para sostener esa paz. Entre otros motivos que aconsejaban esa sociedad, la encíclica se refiere a la necesidad de suprimir o reducir al menos los enormes presupuestos militares, insoportables para los Estados. El papa recuerda la experiencia histórica que supuso el influjo del espíritu de la Iglesia en los pueblos bárbaros que asolaron Europa; y en ese sentido evoca la palabras de San Agustín.

«Tú unes a los ciudadanos, a los pueblos y a los hombres con el recuerdo de unos primeros padres comunes, no sólo con el vínculo de la unión social, sino también con el lazo del parentesco fraterno»
Encíclica Pacem, Dei munus pulcherrimum §14.

Concluye el papa volviendo al punto de partida de la encíclica: exhorta en primer lugar a loa católicos para que olviden la rivalidad y las injurias que puedan haber sufrido, uniéndose con el vínculo de la caridad; y ruega a todas las naciones para establezcan entre sí un paz verdadera. Por último hace un llamamiento a todos los hombres y a todas las naciones para que se unan a la Iglesia Católica, y a través de ella a Cristo Redentor, de este modo, como San Pablo escribió

«Ahora, por Cristo Jesús, los que en un tiempo estabais lejos, habéis sido acercados por la sangre de Cristo; pues El es nuestra paz, que hizo de los dos pueblos uno, derribando el muro de la separación... dando muerte en sí mismo a la enemistad. Y viniendo nos anunció la paz a los de lejos y la paz a los de cerca»
Encíclica Pacem, Dei munus pulcherrimum §15

Confiando en la Virgen María, a la que recientemente había ordenado invocar como Reina de la Paz, y los tres beatos canonizados recientemente, suplica al Espíritu Santo que conceda la unidad y la paz.